# Ethmia quadrillella
Espèce
Ethmia quadrillella est une espèce de lépidoptères (papillons) de la famille des Depressariidae et de la sous-famille des Ethmiinae.
Les imagos mesurent de 15 à 19 mm d'envergure.

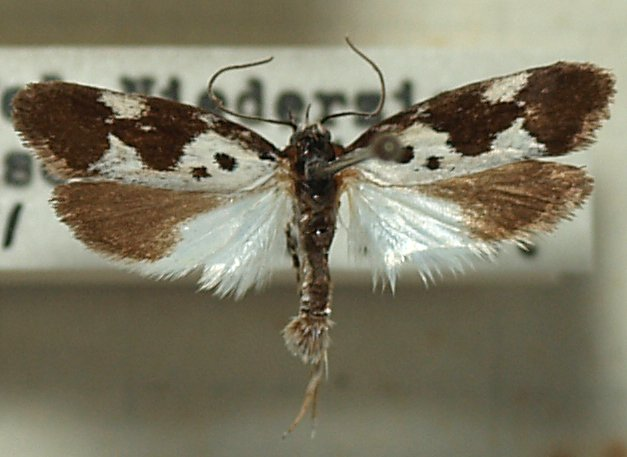
Ethmia quadrillella, naturalisé

On trouve cette espèce en Eurasie.
Synonymes
- Ethmia funerella Fabricius, 1787
- Tinea funerella Fabricius, 1787